# Ullals de la Carrova
Els ullals de la Carrova, també coneguts com a Ullals del Boscasso són dos ullals que es troben a mig camí entre Amposta i Vinallop, al marge dret de l'Ebre, propers a la Torre de la Carrova. Es tracta de dos afloraments de l'al·luvial, i l'aigua que en brolla prové de l'aqüífer plioquaternari, que està connectat hidràulicament amb l'Ebre. Tot i que els ullals ocupen una superfície força reduïda, també s'ha considerat incloure a la zona el bosc de ribera adjacent, el canal de desguàs dels ullals així com algunes parcel·les amb vegetació pròpia de zona humida.

## Flora i fauna
Al fons de les cubetes hi creix un herbassar de llengua d'oca (Potamogeton nodosus). Pels marges prospera el canyissar i en un sector hi ha un clap de bosc de ribera, format per àlbers (Populus alba) i oms (Ulmus minor). Pel que fa a la fauna, aquest espai destaca per la presència d'una variada fauna de mol·luscs. Destaquen els gastròpodes Melanopsis dufourei, Theodoxus fluviatilis, Musculium lacustre, i els bivalves del gènere Pisidium. Quant als peixos, a la zona es localitza el llopet de riu (Cobitis paludi) i diverses espècies introduïdes. La zona presenta, també, una notable diversitat d'ocells, amb les espècies més característiques dels aiguamolls, especialment pel que fa als passeriformes: el teixidor (Remiz pendulinus), el rossinyol bord (Cettia cetti), el blauet (Alcedo atthis) i altres.

## Protecció
Aquest espai es troba amenaçat principalment per l'extensió dels camps de conreu adjacents (s'han reblert dues basses dels voltants per a guanyar sòl agrícola); i per l'eutrofització de l'aigua provocada potser per la presència, a tocar dels ullals, d'una granja de porcs. És per aquest motiu que la delimitació actual inclou una àrea de protecció i a més es proposa un control de la qualitat de les aigües dels mateixos ullals i canal de desguàs. La zona humida dels ullals de la Carrova es va incloure l'octubre de 2006 com a espai de la Xarxa Natura 2000 ES5140010 "Riberes i Illes de l'Ebre".